# داگمار دامکووی
داگمار دامکووی (انگلیسی: Dagmar Damková؛ زادهٔ ۲۹ دسامبر ۱۹۷۴) بازیکن فوتبال اهل جمهوری چک است.